# Voo doméstico

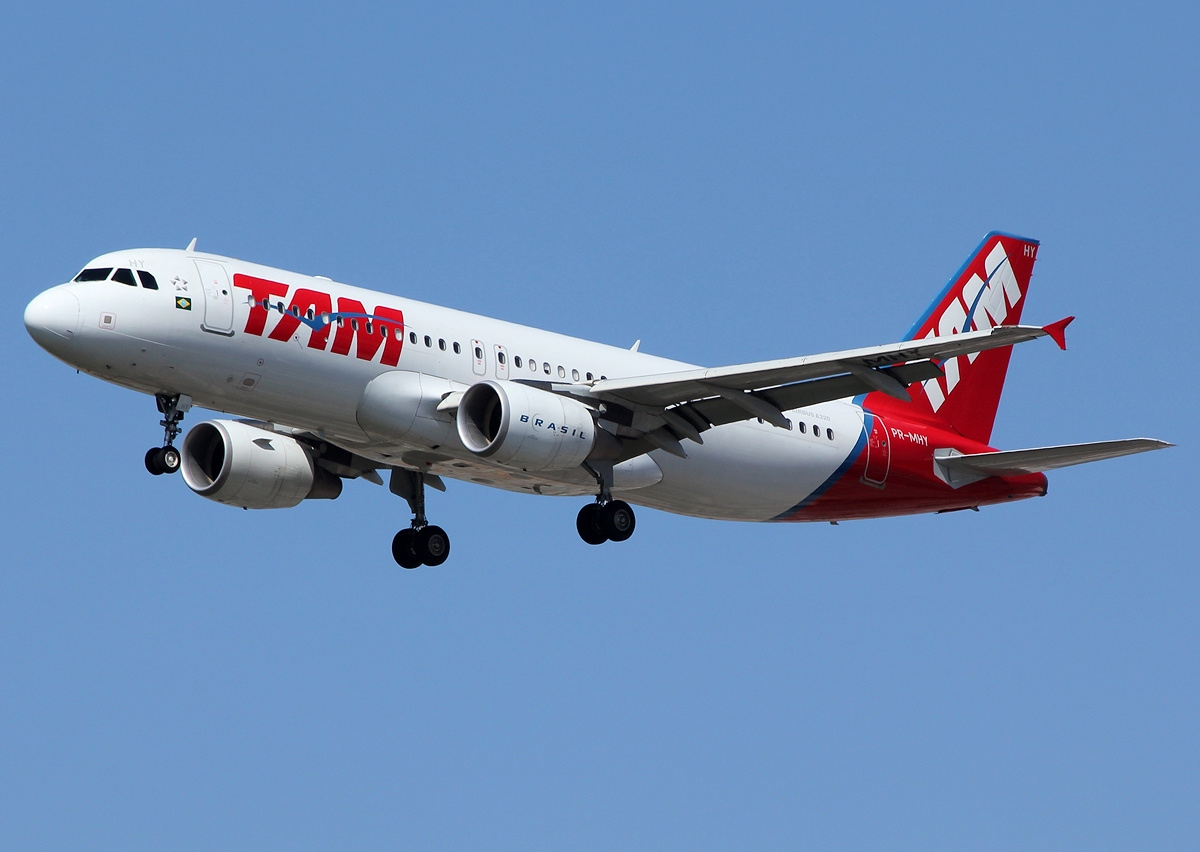
O Airbus A320, uma aeronave bastante utilizada em voos domésticos.

Um voo doméstico é uma forma do voo comercial na aviação civil onde o local de partida e chegada ocorre no mesmo país. Os aeroportos que servem estes voos domésticos são conhecidos apenas como aeroportos domésticos.
Os voos domésticos são geralmente mais baratos e mais curtos que a maioria dos voos internacionais. Alguns voos internacionais podem ser mais baratos que os domésticos devido à curta distância entre o par de cidades em diferentes países, e também porque os voos domésticos podem, em países menores, ser usados principalmente por viajantes de negócios com altos salários, enquanto os viajantes de lazer usam o transporte rodoviário ou ferroviário domesticamente.
Os voos domésticos são o único setor da aviação que não apresenta uma tendência global de crescimento a longo prazo, devido a muitos países menores substituírem cada vez mais rotas domésticas curtas por trens de alta velocidade. Como resultado, a maioria das rotas aéreas mais movimentadas do mundo são voos domésticos.
Alguns países menores, como a Singapura, não têm voos domésticos programados. Países de tamanho médio como os Países Baixos, têm muito poucos voos domésticos, a maioria deles é apenas um trecho entre pequenos aeroportos regionais, como o Aeroporto de Groningen Eelde, Aeroporto de Maastricht Aachen e o Aeroporto de Roterdam-Hague para pegar passageiros de várias partes do país antes de seguir para destinos internacionais. Em junho de 2013, a parlamentar holandesa Liesbeth van Tongeren (GreenLeft, anteriormente diretora do Greenpeace na Holanda) propôs proibir vôos domésticos nos Países Baixos com o argumento de que eles são desnecessariamente ineficientes, poluentes e caros, mas a secretária de Meio Ambiente Wilma Mansveld (Partido do Trabalho) disse que essa proibição violaria as regulamentações da União Europeia que permitem que as companhias aéreas voem domesticamente.

## Maiores mercados domésticos
| Posição | País           | 2018  | crescimento |
| ------- | -------------- | ----- | ----------- |
| 1       | Estados Unidos | 958.1 | 4.4%        |
| 2       | China          | 685.1 | 9.8%        |
| 3       | Índia          | 169.9 | 15.7%       |
| 4       | Indonésia      | 148.4 | 4.0%        |
| 5       | Japão          | 146.5 | 1.0%        |
| 6       | Brasil         | 119.6 | 3.4%        |
| 7       | Austrália      | 79.4  | 0.5%        |
| 8       | Rússia         | 74.9  | 9.8%        |
| 9       | Canadá         | 65.6  | 5.2%        |
| 10      | Turquia        | 65.1  | 5.2%        |